# ابوری، استونیا
ابوری، استونیا (به لاتین: Aburi, Estonia) یک روستا در استونی است که در دهستان وایک-ماریا واقع شده‌است.